# ظهرة الشاحة (حبيش)

تعديل مصدري - تعديل

ظهرة الشاحة محلة تابعة لقرية الشاحة، التابعة لعزلة الجعافرة بمديرية حبيش إحدى مديريات محافظة إب في الجمهورية اليمنية، بلغ تعداد سكانها 125 حسب تعداد اليمن لعام 2004.